# Gabriel Drak
Gabriel Drak  ( Montevideo, Uruguay, 3 de octubre de 1966) es un director y guionista de cine cuyo nombre completo es Gregorio Gabriel Drak y utiliza también el seudónimo de Gregorio Rosenkopf, que es su apellido materno. Desde 1990 se dedicó al cine publicitario en Argentina, Estados Unidos y México obteniendo premios en festivales acreditados de ese género como el Festival Internacional de Publicidad de Cannes, la competencia de los Premios Clío y el The New York Festivals, para pasar después a dirigir filmes de ficción.

## Actividad profesional
En 1986 comenzó a trabajar en agencias de publicidad de Uruguay como redactor junior, creativo y asistente de dirección, sucesivamente; trabajó como asistente en 1991 y 1992 en Argentina, donde junto con Hernán Solá fundó Milenium Cine&Video dedicada a la producción de comerciales. Vivió en Argentina hasta 2000 en que emigró a México para trabajar por cuenta propia como director para productoras de filmes publicitarios hasta 2006 en que vuelve a su país natal.
En su paso por el cine publicitario obtuvo en Festival Clío de Nueva York de 1996  los Premios Clio de Plata y Clio de Bronce –los primeros para la publicidad uruguaya- por el aviso “Opera” que realizara para Radio Carve de Montevideo y la medalla de Plata al mejor spot  en el Festival de Cine de Nueva York por la misma producción. Al año siguiente fue galardonado en el Festival CONGRIBER Miami de Publicidad con el Gran Prix por el aviso “Pajarito” realizado para Atún Hot.
Debutó en el cine de ficción con el mediometraje uruguayo rodada en formato 16 mm durante casi cuatro años que se estrenó en 2001 titulado Los desconocidos, una tensa película con tres personajes rodada en una única locación con una trama que recuerda un poco a uno de los cuentos de Paul Auster de La trilogía de Nueva York, acerca de un director de cine económicamente arruinado que es contratado por un delincuente para realizar una misión a cambio de la financiación de un filme.
En 2012 dirigió el filme La culpa del cordero por el que recibió el Premio Biznaga de Plata a la Mejor Dirección en Territori Latinoamericano en el Festival de Málaga  de Cine Español de 2013 y además la película fue candidata al Premio del Jurado Internacional al mejor filme en el Festival de Cine Internacional de San Pablo. 	
En 2019 estrenó con buena acogida la coproducción argentina-uruguaya Los últimos románticos.

## Filmografía
Director
- Los últimos románticos	(2019)
- La culpa del cordero (2012)
- Los desconocidos (Uruguay, 2001)

Guionista
- La culpa del cordero (2012)
- Los desconocidos (Uruguay, 2001)

Producción ejecutiva
- La culpa del cordero (2012)